# Serica brunna
Serica brunna is een keversoort uit de familie bladsprietkevers (Scarabaeidae). De wetenschappelijke naam van de soort werd in 1758 als Scarabaeus brunnus gepubliceerd door Carl Linnaeus.  Deze naam komt ook regelmatig voor in de spelling 'brunnea', wat de vrouwelijke vorm van 'brunneus' is. Linnaeus publiceerde de naam in 1758 echter als brunnus, en herhaalde de naam als 'brunnus' in de twaalfde editie van Systema naturae.